# Federația Română de Badminton
Die Federația Română de Badminton ist die oberste nationale administrative Organisation in der Sportart Badminton in Rumänien. Der Verband wurde 1990 gegründet.

## Geschichte
Kurz nach seiner Gründung wurde der Verband 1990 Mitglied in der Badminton World Federation, damals als International Badminton Federation bekannt, und im kontinentalen Dachverband Badminton Europe, zu der Zeit noch als European Badminton Union firmierend. 1990 starteten die nationalen Titelkämpfe, ein Jahr später die internationalen Titelkämpfe.

## Bedeutende Veranstaltungen, Turniere und Ligen
- Romanian International
- Rumänische Meisterschaft
- Rumänische Mannschaftsmeisterschaft
- Rumänische Juniorenmeisterschaft
- Romanian Juniors

## Bedeutende Persönlichkeiten
- Florentin Banu – Präsident